# ウィスコンシン州副知事
ウィスコンシン州副知事 (Lieutenant Governor of Wisconsin) は、アメリカ合衆国ウィスコンシン州の副知事である。

## 一覧
| #    | 氏名                            | 政党     | 就任           | 退任           | 知事                            |
| ---- | ------------------------------- | -------- | -------------- | -------------- | ------------------------------- |
| 1    | ジョン・E・ホームズ             | 民主党   | 1848年6月7日   | 1850年1月7日   | ネルソン・デューイ              |
| 2    | サミュエル・ビオール            | 民主党   | 1850年1月7日   | 1852年1月5日   | ネルソン・デューイ              |
| 3    | ティモシー・バーンズ            | 民主党   | 1852年1月5日   | 1853年9月21日  | レオナルド・ファーウェル        |
| 空席 | 空席                            | 空席     | 1853年9月21日  | 1854年1月2日   | レオナルド・ファーウェル        |
| 4    | ジェイムズ・T・ルイス           | 共和党   | 1854年1月2日   | 1856年1月7日   | ウィリアム・バーストウ          |
| 5    | アーサー・マッカーサー・シニア  | 民主党   | 1856年1月7日   | 1856年3月21日  | ウィリアム・バーストウ          |
| 5    | 知事代理                        | 知事代理 | 1856年3月21日  | 1856年3月25日  | アーサー・マッカーサー・シニア  |
| 5    | アーサー・マッカーサー・シニア  | 民主党   | 1856年3月25日  | 1858年1月4日   | コールズ・バシュフォード        |
| 6    | エラズマス・キャンベル          | 民主党   | 1858年1月4日   | 1860年1月2日   | アレクサンダー・ランドール      |
| 7    | バトラー・ノーブル              | 共和党   | 1860年1月2日   | 1862年1月6日   | アレクサンダー・ランドール      |
| 8    | エドワード・サロモン            | 共和党   | 1862年1月6日   | 1862年4月19日  | ルイス・ハーヴィー              |
| 8    | 知事代理                        | 知事代理 | 1862年4月19日  | 1864年1月4日   | エドワード・サロモン            |
| 空席 | 空席                            | 空席     | 1864年1月4日   | 1864年1月13日  | ジェームズ・T・ルイス           |
| 9    | ワイマン・スプーナー            | 共和党   | 1864年1月13日  | 1870年1月3日   | ジェームズ・ルイス              |
| 9    | ワイマン・スプーナー            | 共和党   | 1864年1月13日  | 1870年1月3日   | ルシアス・フェアチャイルド      |
| 10   | サディアス・ポンド              | 共和党   | 1870年1月3日   | 1872年1月1日   | ルシアス・フェアチャイルド      |
| 11   | ミルトン・ペティット            | 共和党   | 1872年1月1日   | 1873年3月23日  | カドワラダー・ウォッシュバーン  |
| 空席 | 空席                            | 空席     | 1873年3月23日  | 1874年1月5日   | カドワラダー・ウォッシュバーン  |
| 12   | チャールズ・D・パーカー         | 民主党   | 1874年1月5日   | 1878年1月7日   | ウィリアム・ロバート・テイラー  |
| 12   | チャールズ・D・パーカー         | 民主党   | 1874年1月5日   | 1878年1月7日   | ハリソン・ルディングトン        |
| 13   | ジェームズ・M・ビンガム         | 共和党   | 1878年1月7日   | 1882年1月2日   | ウィリアム・E・スミス           |
| 14   | サム・S・ファイフィールド       | 共和党   | 1882年1月2日   | 1887年1月3日   | ジェレマイア・ラスク            |
| 15   | ジョージ・W・リーランド         | 共和党   | 1887年1月3日   | 1891年1月5日   | ジェレマイア・ラスク            |
| 15   | ジョージ・W・リーランド         | 共和党   | 1887年1月3日   | 1891年1月5日   | ウィリアム・ホード              |
| 16   | チャールズ・ジョナス            | 民主党   | 1891年1月5日   | 1894年4月4日   | ジョージ・ウィルバー・ペック    |
| 空席 | 空席                            | 空席     | 1894年4月4日   | 1895年1月7日   | ジョージ・ペック                |
| 17   | エミール・バンチ                | 共和党   | 1895年1月7日   | 1899年1月2日   | ウィリアム・アップハム          |
| 17   | エミール・バンチ                | 共和党   | 1895年1月7日   | 1899年1月2日   | エドワード・スコフィールド      |
| 18   | ジェシー・ストーン              | 共和党   | 1899年1月2日   | 1902年5月11日  | エドワード・スコフィールド      |
| 18   | ジェシー・ストーン              | 共和党   | 1899年1月2日   | 1902年5月11日  | ロバート・ラフォレット・シニア  |
| 空席 | 空席                            | 空席     | 1902年5月11日  | 1903年1月5日   | ロバート・ラフォレット・シニア  |
| 19   | ジェームズ・O・デイヴィッドソン | 共和党   | 1903年1月5日   | 1906年1月1日   | ロバート・ラフォレット・シニア  |
| 19   | 知事代理                        | 知事代理 | 1906年1月1日   | 1907年1月7日   | ジェームズ・O・デイヴィッドソン |
| 20   | ウィリアム・D・コナー           | 共和党   | 1907年1月7日   | 1909年1月4日   | ジェームズ・O・デイヴィッドソン |
| 21   | ジョン・ストレンジ              | 共和党   | 1909年1月4日   | 1911年1月2日   | ジェームズ・O・デイヴィッドソン |
| 22   | トーマス・モリス                | 共和党   | 1911年1月2日   | 1915年1月4日   | フランシス・マクガヴァン        |
| 23   | エドワード・ディズマー          | 共和党   | 1915年1月4日   | 1921年1月3日   | エマニュエル・フィリップ        |
| 24   | ジョージ・F・カミングス         | 共和党   | 1921年1月3日   | 1925年1月5日   | ジョン・ブレイン                |
| 25   | ヘンリー・A・フーバー           | 共和党   | 1925年1月5日   | 1933年1月2日   | ジョン・ブレイン                |
| 25   | ヘンリー・A・フーバー           | 共和党   | 1925年1月5日   | 1933年1月2日   | フレッド・R・ジマーマン         |
| 25   | ヘンリー・A・フーバー           | 共和党   | 1925年1月5日   | 1933年1月2日   | ウォルター・コーラー・シニア    |
| 25   | ヘンリー・A・フーバー           | 共和党   | 1925年1月5日   | 1933年1月2日   | フィリップ・ラフォレット        |
| 26   | トーマス・J・オマリー           | 民主党   | 1933年1月2日   | 1936年5月27日  | アルバート・シュミードマン      |
| 26   | トーマス・J・オマリー           | 民主党   | 1933年1月2日   | 1936年5月27日  | フィリップ・ラフォレット        |
| 空席 | 空席                            | 空席     | 1936年5月27日  | 1937年1月4日   | フィリップ・ラフォレット        |
| 27   | ヘンリー・ガンダーソン          | 進歩党   | 1937年1月4日   | 1937年10月16日 | フィリップ・ラフォレット        |
| 空席 | 空席                            | 空席     | 1937年10月16日 | 1938年5月16日  | フィリップ・ラフォレット        |
| 28   | ハーマン・エカーン              | 進歩党   | 1938年5月16日  | 1939年1月2日   | フィリップ・ラフォレット        |
| 29   | ウォルター・グッドランド        | 共和党   | 1939年1月2日   | 1943年1月4日   | ジュリアス・ヘイル              |
| 29   | 知事代理                        | 知事代理 | 1943年1月4日   | 1945年1月1日   | ウォルター・グッドランド        |
| 30   | オスカー・レネボーム            | 共和党   | 1945年1月2日   | 1947年3月12日  | ウォルター・グッドランド        |
| 30   | 知事代理                        | 知事代理 | 1947年3月12日  | 1949年1月3日   | オスカー・レネボーム            |
| 31   | ジョージ・M・スミス             | 共和党   | 1949年1月3日   | 1955年1月3日   | オスカー・レネボーム            |
| 31   | ジョージ・M・スミス             | 共和党   | 1949年1月3日   | 1955年1月3日   | ウォルター・コーラー・ジュニア  |
| 32   | ウォーレン・ノウルズ            | 共和党   | 1955年1月3日   | 1959年1月5日   | ウォルター・コーラー・ジュニア  |
| 32   | ウォーレン・ノウルズ            | 共和党   | 1955年1月3日   | 1959年1月5日   | ヴァーノン・トムソン            |
| 33   | フィレオ・ナッシュ              | 民主党   | 1959年1月5日   | 1961年1月2日   | ゲイロード・ネルソン            |
| 34   | ウォーレン・ノウルズ            | 共和党   | 1961年1月2日   | 1963年1月7日   | ゲイロード・ネルソン            |
| 35   | ジャック・オルソン              | 共和党   | 1963年1月7日   | 1965年1月4日   | ジョン・W・レイノルズ・ジュニア |
| 36   | パトリック・ルーシー            | 民主党   | 1965年1月4日   | 1967年1月2日   | ウォーレン・ノウルズ            |
| 37   | ジャック・オルソン              | 共和党   | 1967年1月2日   | 1971年1月4日   | ウォーレン・ノウルズ            |
| 38   | マーティン・シュライバー        | 民主党   | 1971年1月4日   | 1977年7月6日   | パトリック・ルーシー            |
| 38   | 知事代理                        | 知事代理 | 1977年7月6日   | 1979年1月3日   | マーティン・シュライバー        |
| 39   | ラッセル・オルソン              | 共和党   | 1979年1月3日   | 1983年1月3日   | リー・ドレイファス              |
| 40   | ジェイムズ・T・フリン           | 民主党   | 1983年1月3日   | 1987年1月5日   | アンソニー・アール              |
| 41   | スコット・マッカラム            | 共和党   | 1987年1月5日   | 2001年2月1日   | トミー・トンプソン              |
| 空席 | 空席                            | 空席     | 2001年2月1日   | 2001年5月9日   | スコット・マッカラム            |
| 42   | マーガレット・ファロー          | 共和党   | 2001年5月9日   | 2003年1月6日   | スコット・マッカラム            |
| 43   | バーバラ・ロートン              | 民主党   | 2003年1月6日   | 2011年1月3日   | ジム・ドイル                    |
| 44   | レベッカ・クリーフィッシュ      | 共和党   | 2011年1月3日   | 現職           | スコット・ウォーカー            |